# Niklas Hoheneder
Niklas Hoheneder (Linz, 17 agosto 1986) è un allenatore di calcio ed ex calciatore austriaco, di ruolo difensore.

## Palmarès

### Club

#### Competizioni nazionali
- Erste Liga: 1

LASK Linz: 2006-2007
- Campionato ceco: 1

Sparta Praga: 2009-2010
- Supercoppa della Repubblica Ceca: 1

Sparta Praga: 2010
- Fußball-Regionalliga: 1

RB Lipsia: 2012-2013 (girone nordest)